# Россошки (Черкасская область)
Россо́шки (укр. Розсі́шки) — село в Уманском районе Черкасской области Украины.

## Население
В 1880е годы в селе Россошки Орадовской волости Уманского уезда Киевской губернии Российской империи проживал 221 человек.
По переписи 2001 года население составляло 1323 человека.

### Языковой состав
Родной язык населения по данным переписи 2001 года:
| Язык       | Численность, чел. | Доля     |
| ---------- | ----------------- | -------- |
| Украинский | 1 285             | 97,13 %  |
| Русский    | 17                | 1,28 %   |
| Армянский  | 16                | 1,21 %   |
| Другое     | 5                 | 0,38 %   |
| Итого      | 1 323             | 100,00 % |

## История
В ходе Великой Отечественной войны в 1941 до 1944 года селение находилось под немецкой оккупацией.
Здесь находится 222-я центральная артиллерийская база боеприпасов вооружённых сил Украины (в/ч А-1588).

## Местный совет
20032, Черкасская обл., Христиновский р-н, с. Россошки

## Известные уроженцы
- А. Т. Линчук — Герой Советского Союза.

## Галерея
- Старостат (бывший сельский совет)
- Школа
- Дом культуры
- ФАП
- Отделение почтовой связи
- Магазин
- Церковь
- Ставок на речке Удич
- Памятник воинам-односельцам
- Памятный знак Ивану Гонте